# Saint-Gratien (Somme)
Saint-Gratien ist eine nordfranzösische Gemeinde mit 386 Einwohnern (Stand 1. Januar 2022) im Département Somme in der Region Hauts-de-France. Die Gemeinde liegt im Kanton Amiens-2.

## Toponymie und Geographie
Die nach einem Märtyrer aus Amiens benannte Gemeinde liegt rund neun Kilometer ostsüdöstlich von Villers-Bocage.

## Geschichte
Im März 1918 wurde das Hauptquartier der 3. Division der australischen Truppen unter William Birdwood nach Saint-Gratien verlegt.

## Einwohner
| 1962 | 1968 | 1975 | 1982 | 1990 | 1999 | 2006 | 2010 |
| ---- | ---- | ---- | ---- | ---- | ---- | ---- | ---- |
| 220  | 225  | 240  | 337  | 362  | 371  | 346  | 369  |

## Verwaltung
Bürgermeister (maire) ist seit 2008 Bruno Massias.

## Sehenswürdigkeiten

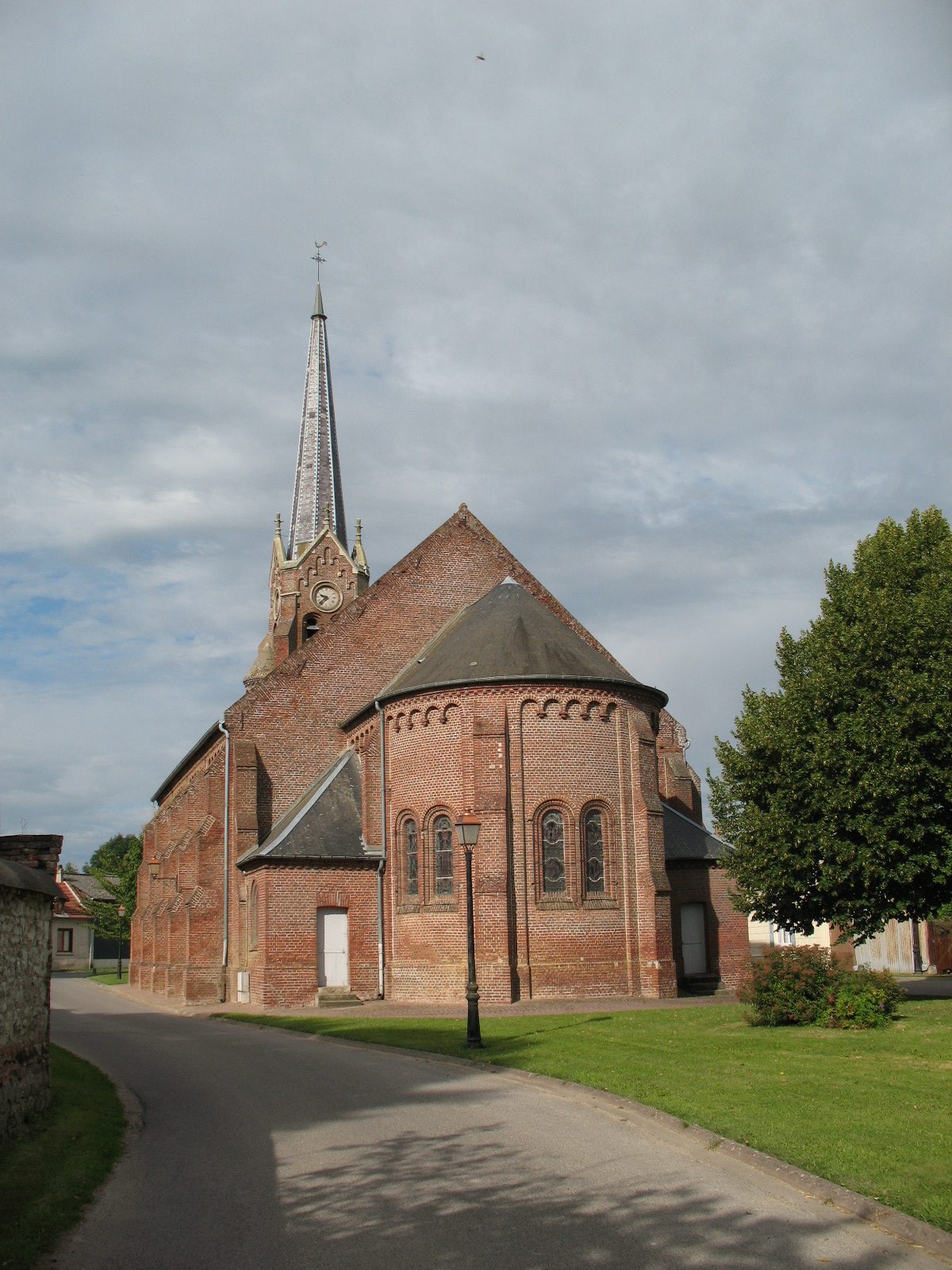
Die Kirche Saint-Gratien

- bis 1789 wieder hergerichtetes Schloss mit Corps de logis, Pferdestallungen, Taubenhaus und Kapelle, seit 1954 als Monument historique eingetragen (Base Mérimée PA00116241)
- Pfarrkirche Saint-Gratien aus dem Jahr 1864, die einen Vorgängerbau ersetzte, mit einem 1866 von Kaiserin Eugénie gestifteten Kreuzweg.